# Resolución 1290 del Consejo de Seguridad de las Naciones Unidas
La resolución 1290 del Consejo de Seguridad de las Naciones Unidas, adoptada el 17 de febrero de 2000, después de examinar la solicitud de Tuvalu para la membresía en las Naciones Unidas, el Consejo recomendó a la Asamblea General que Tuvalu fuese admitida.
La resolución fue aprobada con 14 votos a favor y ninguno en contra. China se abstuvo declarando que no podía apoyar la recomendación (debido a los estrechos lazos diplomáticos de Tuvalu con Taiwán), pero que no la vetaría por el interés del pueblo de ambos países.